# داوری تجاری بین‌المللی
یکی از روشهای حل و فصل اختلافات تجاری بین‌المللی، داوری است. از آنجا که دعاوی تجاری متمایز از سایر دعاوی بین‌المللی است، داوری تجاری بین‌المللی نیز از سایر داوریها متمایز است. یکی از مهم‌ترین امتیازات داوری تجاری بین‌المللی، وجود کنوانسیون شناسایی و اجرای آرای داوری خارجی ۱۹۵۸ است که به کنوانسیون نیویورک مشهور است. ایران نیز در سال ۱۳۸۰ به این کنوانسیون ملحق شد. علاوه بر اینکه ایران به کنوانسیون مزبور ملحق شده‌است، قانون خاصی را نیز در این زمینه تحت عنوان «قانون داوری تجاری بین‌المللی» در سال ۱۳۷۶ به تصویب رسانده‌است. داوری تجاری بین‌المللی ارتباط بسیار نزدیکی با حقوق تجارت بین‌الملل دارد که در واقع داوری یکی از روشهای حل و فصل اختلافات تجاری بین‌المللی است.